# Hymne national de la Transnistrie
L’hymne national de la Transnistrie est l'hymne actuel de la République moldave du Dniestr. Composé en 1943 par Boris Alexandrovitch Aleksandrov, un général soviétique, cet hymne fut d'abord proposé pour être celui de l'Union soviétique. Cependant, sa proposition d'hymne a été rejetée en faveur de celle présentée par son père, Alexandr Alexandrov. Cette hymne est alors devenu un chant patriotique russe connue sous le nom de « Vive notre État ». Cette musique devint également par la suite l'hymne officiel (avec des paroles différentes de l'original) de la Transnistrie lors de sa proclamation d'indépendance en septembre 1991.

## Paroles
Cet hymne dispose de paroles dans les trois langues officielles de la République moldave du Dniestr : moldave, russe et ukrainien ; cependant ces trois versions officielles ne sont pas exactement la traduction l'une de l'autre. Les paroles ont été écrites par Boris Parmenov, Nicholas Bozhko et Vitaly Pishenko.

### Version roumaine
| Cyrillique moldave, | Latin roumain | Transcription API |
| --- | --- | --- |
| Трэяскэ Нистрения-мамэ, О царэ де фраць ши сурорь, Че драгосте фэрэ де сямэ Ць-о дэруе фийче, фечорь. Кынта-вом ливезь ши узине, Ораше, кэтуне, кымпий, Ку еле – ши'н зиуа де мыне О, царэ, просперэ не фий! Рефрен: Прин време пурта-вом Нумеле мындрей цэрь. Ту, Република либертэций, Ешть крезул ын пашниче зэрь. Кынта-вом ши вэй, ши колине, Лучеферь дин Ниструл кэрунт, Баладе'нцелепте, бэтрыне, Че'н вякурь дестойничь не-ау врут. Слэви-вом ероикул нуме, 'Н ачя бэтэлие кэзут Ши'н фаца меморией сфинте Ной цэрий журэм сэ-й фим скут! Рефрен (2x) | Trăiască Nistrenia-mamă, O țară de frați și surori Ce dragoste fără de seamă Ți-o dăruie fiice, feciori. Cânta-vom livezi și uzine Orașe, cătune, câmpii, Cu ele și-n ziua de mîne O, țară, prosperă ne fii! Refren: Prin vreme purta-vom Numele mândrei țări. Tu, Republica libertății Ești crezul în pașnice zări. Cânta-vom și văi, și coline, Luceferi din Nistrul cărunt, Balade-nțelepte, bătrâne, Ce-n veacuri destoinici ne-au vrut. Slăvi-vom eroicul nume, ‘N acea bătălie căzut Și-n fala memoriei sfinte Noi țării jurăm să-i fim scut! Refren (2x) | [trə.jas.kɨ nis.tre.ni.ja.ɲa.mɨ ǀ] [o(ː) t͡sa.rɨ de frat͡sʲ ʃɨ su.rorʲ ǀ] [t͡ʃe dra.gos.te fə.rɨ de sʲa.mɨ] [t͡sʲo də.ru.je çij.t͡ʃe çe.t͡ʃorʲ ‖] [kɨn.ta.vom li.vezʲ ʃɨ u.zi.ne ǀ] [o.ra.ʃe kə.tu.ne kɨɲ.cij ǀ] [ku e.le ʃi.ʔn̩ zi.wa de mɨ.ne] [o(ː) t͡sa.rɨ pros.ce.rɨ ne çij ‖] [ref.ren] [prin vre.me pur.ta.vom] [nu.ɲe.le mɨn.drej t͡serʲ ‖] [tu res.pub.li.ka li.ɟer.tər.t͡sij ǀ] [jeʃtʲ kre.zul ɨn caʃ.ni.t͡ʃe zərʲ ‖] [kɨn.ta.vom ʃɨ vəj ǀ ʃɨ ko.li.nʲe ǀ] [lu.t͡ʃe.çerʲ din nis.trul kə.runt ǀ] [ɟa.ɫa.de.ʔn̩.t͡se.lep.tə ǀ bə.trɨ.nʲe ǀ] [t͡ʃe.ʔn̩ vʲa.kurʲ des.toj.nit͡ʃʲ ne.aw vrut ‖] [sɫə.ʝi.vom je.roj.kul nu.ɲe ǀ] [ʔn̩ a.t͡ʃʲa bə.tə.li.je kə.zut] [ʃi.ʔn̩ ça.t͡sa ɲe.mo.ri.jej sçin.te] [noj t͡sə.rij ʒu.rəm səj çin skut ‖] [ref.ren] |

Traduction en français
Vive notre mère la Transnistrie,
Pays de frères et sœurs,
Quel amour sans pareil
T'ont donné tes filles et fils.
Nous chanterons vergers et usines,
Villes, hameaux, champs,
Avec eux, et demain,
Ô pays, sois-nous prospère !
Refrain :
Nous porterons à travers le temps
Le nom de notre fier pays.
Toi, République de liberté,
Tu es la foi en un horizon paisible.
Nous chanterons vallées et collines,
Étoiles du matin sur le Dniestr gris,
Ballades sages et anciennes,
Qui à travers les siècles nous ont voulus dignes.
Nous glorifierons le nom héroïque
Tombé dans cette bataille
Et devant sa mémoire sacrée
Nous jurons au pays d'être son bouclier !
Refrain (2x)

### Version russe
| Cyrillique russe, | Latin russe | Transcription API |
| --- | --- | --- |
| Мы славу поём Приднестровью, Здесь дружба народов крепка, Великой сыновней любовью Мы спаяны с ним навека. Восславим сады и заводы, Посёлки, поля, города В них долгие славные годы На благо Отчизны труда. Припев: Пронесём через годы Имя гордой страны И Республике свободы Как правде, мы будем верны. Мы славим родные долины, Седого Днестра берега. О подвигах помним былинных, Нам слава отцов дорога. Восславим мы всех поименно, Погибших за наш отчий дом. Пред памятью павших священной Отечеству клятву даём. Припев (2x) | My slavu pojom Pridnestrovjju, Zdesj družba narodov krepka, Velikoj synovnej lkubovjju My spajany s nim na veka. Vosslavim sady i zavody, Posjolki, polja, goroda - V nih dolgije slavnyje gody Na blago Otčizny truda, Pripev: Pronesjom čerez gody Imja gordoj strany I Respublike svobody Kak pravde, my budem verny. My slavim podnyje doliny, Sedogo Dnestra berega. O provigah pomnim bylinnyh, Nam slava otcov doroga. Vosslavim my vseh pojmenno, Pogibših za naš otčij dom. Pred pamjatjju pavših svjaščennoj Otečestvu kljatvu dajom. Pripev (2x) | [mɨ ˈsɫa.vu pɐ.ˈjɵm prʲɪ.dʲnʲɪ.ˈstro.v⁽ʲ⁾ju] [zʲdʲɛsʲ ˈdruʐ.bɐ nɐ.ˈro.dɐf krʲɪp.ˈka] [vʲɛ.ˈlʲi.kɐj sɨ.ˈnov.nʲɛj lʲʊ.ˈbo.v⁽ʲ⁾ju] [mɨ ˈspa.jɐ.nɨ s‿nʲim nɐ.vʲɪ.ˈka] [vɐs.ˈsɫa.vʲɪm sɐ.ˈdɨ i zɐ.ˈvo.dɨ] [pɐ.ˈsʲɵɫ.kʲɪ pɐ.ˈlʲa ɡɐ.rɐ.ˈda] [v‿nʲix ˈdoɫ.ɡʲɪ.jɛ ˈsɫav.nɨ.jɛ ˈɡo.dɨ] [nɐ‿ˈbɫa.ɡɐ ɐt.ˈt͡ɕiz.nɨ trʊ.ˈda] [prʲɪ.ˈpʲɛf] [prɐ.nʲɪ.ˈsʲɵm ˈt͡ɕɛ.rʲɛz‿ˈɡo.dɨ] [ˈi.mʲɐ ˈɡor.dɐj strɐ.ˈnɨ] [i rʲɪs.ˈpub.lʲi.kʲɛ svɐ.ˈbo.dɨ] [kak ˈprav.dʲɛ mɨ ˈbu.dʲɛm vʲɪr.ˈnɨ] [mɨ ˈsɫa.vʲɪm rɐd.ˈnɨ.jɛ dɐ.ˈlʲi.nɨ] [sʲɪ.ˈdo.vɐ ˈdʲnʲɛs.trɐ ˈbʲɛ.rʲɪ.ɡə] [ɐ ˈpod.vʲɪ.ɡɐx ˈpom.nʲɪm bɨˈ.lʲi.nɨx] [nam ˈsɫa.vɐ ɐt.ˈt͡sof dɐ.ˈro.ɡɐ] [vɐs.ˈsɫa.vʲɪm mɨ fsʲɛx pɐ.ˈi.mʲɛn.nɐ] [pɐ.ˈɡʲip.ʂɨx zɐ naʂ ˈot.t͡ɕɪj dom] [prʲɛt ˈpa.mʲɪ.tʲjʊ ˈpaf.ʂɨx svʲɪɕ.ˈɕɛn.nɐj] [ɐ.ˈtʲɛ.t͡ɕɛst.vʊ ˈklʲat.vʊ dɐ.ˈjom] [prʲɪ.ˈpʲɛf] |

### Version ukrainienne
| Cyrillique ukrainien, | Latin ukrainien | Transcription API |
| --- | --- | --- |
| Ми славимо край Придністров'я, Дме люди пишаються тим, Що дружбою, ладом, любов'ю Навіки пов'язані з ним. Прославимо наші заводи, Широкі лани і міста, Тут чесно працюють народи На благо Вітчизни труда. Приспів: Через доли і води Пронесемо ім'я Ми Республіки свободи, Хай живе тут народів сім'я. Ми славимо рідні долини, Красоти Дністра берегів, І нам не забути билини Про подвиги наших батьків. Прославимо всіх поіменно Полеглих за наш отчий дім, Де пам'ять загиблих священна, Вітчизні співаємо гімн. Приспів (2x) | My slavymo kraj Prydnistrovja, Dme liudy pyšajuťsia tym, Ščo družboju, ladom, liubovju Naviky povjazani z nym. Proslavymo naši zavody, Šyroki lany i mista, Tut česno praciujuť narody Na blaho Vitčyzny truda. Pryspiv: Čerez doly i vody Pronesemo imja My Respubliky svobody, Chaj žyve tut narodiv simja. My slavymo ridni dolyny, Krasoty Dnistra berehiv, I nam ne zabuty bylyny Pro podvyhy našych baťkiv. Proslavymo vsich pojmenno Poleglych za naš otčyj dim, De pamjať zahyblych sviaščenna, Vitčyzni spivajemo himn. Pryspiv (2x) | [mɪ ˈsɫɑ.ʋe.mɔ krɑi̯ pre.dʲnʲi.ˈstrɔ.ʋjɐ ǀ] [dɛ ˈlʲu.de ˈpɪ.ʃɐ.jʊt.t͡sʲɐ tɪm ǀ] [ʃt͡ʃɔ ˈdruʒ.bɔ.jʊ ˈɫɑ.dɔm lʲʊ.ˈbɔ.ʋjʊ ǀ] [nɐ.ˈʋʲi.ke pɔ.ˈʋjɑ.zɐ.nʲi z‿nɪm ǁ] [prɔ.ˈsɫɑ.ʋe.mɔ ˈnɑ.ʃʲi zɐ.ˈwɔ.de ǀ] [ʃe.ˈrɔ.kʲi ɫɐ.ˈnɪ i mʲi.ˈstɑ ǀ] [tut ˈt͡ʃɛs.nɔ prɐ.ˈt͡sʲu.jʊtʲ nɐ.ˈrɔ.de] [nɑ ˈbɫɑ.ɦɔ ʋʲit.ˈt͡ʃɪz.ne trʊ.ˈdɑ ǁ] [ˈprɪsʲ.pʲiu̯] [ˈt͡ʃɛ.rez ˈdɔ.ɫe i ˈwɔ.de ǀ] [prɔ.ne.ˈsɛ.mɔ i.ˈmjɑ ǀ] [mɪ res.ˈpub.lʲi.ke swɔ.ˈbɔ.de ǀ] [xɑi̯ ʒe.ˈʋɛ tud‿nɐ.ˈrɔ.dʲiu̯ sʲi.ˈmjɑ ǁ] [mɪ ˈsɫɑ.ʋe.mɔ ˈrʲidʲ.nʲi dɔ.ˈɫɪ.ne ǀ] [krɐ.ˈsɔ.te dʲnʲi.ˈstrɑ be.re.ˈɦʲiu̯ ǀ] [i nɑm nɛ zɐ.ˈbu.te be.ˈɫɪ.ne] [prɔ ˈpɔd.ʋe.ɦe ˈnɑ.ʃex bɐtʲ.ˈkʲiu̯ ǁ] [prɔ.ˈsɫɑ.ʋe.mɔ ʍsʲix pɔ.i.ˈmɛn.nɔ] [pɔ.ˈɫɛɦ.ɫex zɑ nɑʃ ˈɔt.t͡ʃei̯ dʲim ǀ] [dɛ ˈpɑ.mjɐtʲ zɐ.ˈɦɪb.ɫex sʲʋʲɐʃ.ˈt͡ʃɛn.nɐ ǀ] [ʋʲit.ˈt͡ʃɪzʲ.nʲi sʲpʲi.ˈʋɑ.je.mɔ ɦʲimn ǁ] [ˈprɪsʲ.pʲiu̯] |

### Version trilingue
Sur les émissions télévisées officielles, une version trilingue est utilisée. Le premier couplet et le refrain sont en russe, le second en roumain, suivis du premier couplet et du refrain en ukrainien, et puis de la dernière répétition du refrain en russe.
| Cyrillique | Latin | API |
| --- | --- | --- |
| I (на русском) Мы славу поём Приднестровью, Здесь дружба народов крепка, Великой сыновней любовью Мы спаяны с ним навека. Восславим сады и заводы, Посёлки, поля, города В них долгие славные годы На благо Отчизны труда. Припев: Пронесём через годы Имя гордой страны И Республике свободы Как правде, мы будем верны. II (ын ромынэ) Кынта-вом ши вэй, ши колине, Лучеферь дин Ниструл кэрунт, Баладе'нцелепте, бэтрыне, Че'н вякурь дестойничь не-ау врут. Слэви-вом ероикул нуме, 'Н ачя бэтэлие кэзут Ши'н фаца меморией сфинте Ной цэрий журэм сэ-й фим скут! Рефрен: Прин време пурта-вом Нумеле мындрей цэрь. Ту, Република либертэций, Ешть крезул ын пашниче зэрь. I (українською) Ми славимо край Придністров'я, Де люди пишаються тим, Що дружбою, ладом, любов'ю Навіки пов'язані з ним. Прославимо наші заводи, Широкі лани і міста, Тут чесно працюють народи На благо Вітчизни труда. Приспів: Через доли і води Пронесемо ім'я Ми Республіки свободи, Хай живе тут народів сім'я. Припев (на русском): Пронесём через годы Имя гордой страны И Республике свободы Как правде, мы будем верны. | I (na russkom) My slavu pojom Pridnestrovjju, Zdesj družba narodov krepka, Velikoj synovnej ljubovjju My spajany s nim naveka. Vosslavim sady i zavody, Posjolki, polja, goroda V nih dolgije slavyje gody Na blago Otčizny truda. Pripev: Pronesjom čerez gody Imja gordoj strany I Respublike svobody Kak pravde, my budem verny. II (în română) Cînta-vom și văi, și coline, Luceferi din Nistrul cărunt, Balade-nțelepte, bătrâne, Ce-n veacuri destoinici ne-au vrut. Slăvi-vom eroicul nume, 'N acea bătălie căzut Și-n fața memoriei sfinte Noi țării jurăm să-i fim scut! Refren: Prin vreme purta-vom Numele mîndrei țări. Tu, Republica libertății, Ești crezul în pașnice zări. I (ukraïnśkoju): My slavymo kraj Prydnistrovja, De liudy pyšajuťsia tym, Ščo družboju, ladom, lubovju Naviky povjazani z nym. Proslavymo naši zavody, Šyroki lany i mista, Tut česno praciujuť narody Na blaho Vitčyzny truda. Pryspiv: Čerez doly i vody Pronesemo imja My Respubliky svobody, Chaj žyve tut narodiv simja. Pripev (na russkom): Pronesjom čerez gody Imja gordoj strany I Respublike svobody Kak pravde, my budem verny. | 1 [nɐ‿ˈrus.skəm] [mɨ ˈsɫa.vu pɐ.ˈjɵm prʲɪ.dʲnʲɪ.ˈstro.v⁽ʲ⁾ju] [zʲdʲɛsʲ ˈdruʐ.bɐ nɐ.ˈro.dɐf krʲɪp.ˈka] [vʲɛ.ˈlʲi.kɐj sɨ.ˈnov.nʲɛj lʲʊ.ˈbo.v⁽ʲ⁾ju] [mɨ ˈspa.jɐ.nɨ s‿nʲim nɐ.vʲɪ.ˈka] [vɐs.ˈsɫa.vʲɪm sɐ.ˈdɨ i zɐ.ˈvo.dɨ] [pɐ.ˈsʲɵɫ.kʲɪ pɐ.ˈlʲa ɡɐ.rɐ.ˈda] [v‿nʲix ˈdoɫ.ɡʲɪ.jɛ ˈsɫav.nɨ.jɛ ˈɡo.dɨ] [nɐ‿ˈbɫa.ɡɐ ɐt.ˈt͡ɕiz.nɨ trʊ.ˈda] [prʲɪ.ˈpʲɛf] [prɐ.nʲɪ.ˈsʲɵm ˈt͡ɕɛ.rʲɛz‿ˈɡo.dɨ] [ˈi.mʲɐ ˈɡor.dɐj strɐ.ˈnɨ] [i rʲɪs.ˈpub.lʲi.kʲɛ svɐ.ˈbo.dɨ] [kak ˈprav.dʲɛ mɨ ˈbu.dʲɛm vʲɪr.ˈnɨ] 2 [ɨn ro.ˈmɨ.nə] [kɨn.ta.vom ʃi vəj ǀ ʃi ko.li.nʲe ǀ] [lu.t͡ʃe.ferʲ din nis.trul kə.runt ǀ] [ba.ɫa.den.t͡se.lep.te ǀ bə.trɨ.nʲe ǀ] [t͡ʃen ve̯a.kurʲ des.toj.nit͡ʃʲ ne̯aw vrut ‖] [sɫə.vi.vom je.ro.i.kuɫ nu.me ǀ] [n‿a.t͡ʃe̯a bə.tə.li.je kə.zut ǀ] [ʃin fa.t͡sa me.mor.je.i sfin.te ǀ] [noj t͡sə.rij ʒu.rəm səj fim skut ‖] [re.fren] [prin vre.me pur.ta.vom ǀ] [nu.me.le mɨn.drej t͡sərʲ ‖] [tu re.pub.li.ka li.ber.tər.t͡sij ǀ] [jeʃtʲ kre.zul ɨn paʃ.ni.t͡ʃe zərʲ ‖] 1 [ʊ.krɐ.ˈjinʲ.sʲkɔ.jʊ] [mɪ ˈsɫɑ.ʋe.mɔ krɑi̯ pre.dʲnʲi.ˈstrɔ.ʋjɐ ǀ] [dɛ ˈlʲu.de ˈpɪ.ʃɐ.jʊt.t͡sʲɐ tɪm ǀ] [ʃt͡ʃɔ ˈdruʒ.bɔ.jʊ ˈɫɑ.dɔm lʲʊ.ˈbɔ.ʋjʊ ǀ] [nɐ.ˈʋʲi.ke pɔ.ˈʋjɑ.zɐ.nʲi z‿nɪm ǁ] [prɔ.ˈsɫɑ.ʋe.mɔ ˈnɑ.ʃʲi zɐ.ˈwɔ.de ǀ] [ʃe.ˈrɔ.kʲi ɫɐ.ˈnɪ i mʲi.ˈstɑ ǀ] [tut ˈt͡ʃɛs.nɔ prɐ.ˈt͡sʲu.jʊtʲ nɐ.ˈrɔ.de ǀ] [nɑ ˈbɫɑ.ɦɔ ʋʲit.ˈt͡ʃɪz.ne trʊ.ˈdɑ ǁ] [ˈprɪsʲ.pʲiu̯] [ˈt͡ʃɛ.rez ˈdɔ.ɫe i ˈwɔ.de] [prɔ.ne.ˈsɛ.mɔ i.ˈmjɑ] [mɪ res.ˈpub.lʲi.ke swɔ.ˈbɔ.de] [xɑi̯ ʒe.ˈʋɛ tud‿nɐ.ˈrɔ.dʲiu̯ sʲiˈmjɑ] [prʲɪ.ˈpʲɛv‿nɐ‿ˈrus.skəm] [prɐ.nʲɪ.ˈsʲɵm ˈt͡ɕɛ.rʲɛz‿ˈɡo.dɨ ǀ] [ˈi.mʲɐ ˈɡor.dɐj strɐ.ˈnɨ ǀ] [i rʲɪs.ˈpub.lʲi.kʲɛ svɐ.ˈbo.dɨ] [kak ˈprav.dʲɛ mɨ ˈbu.dʲɛm vʲɪr.ˈnɨ] |